# Куно Видрић
Др Куно Видрић, доктор биолошких наука, планинар пешак-трансверзалац, је рођен у Шибенику 1908. године. Од детињства је заволео планине и у почетку је обилазио планине у близини Загреба где је живео. Студирао је Чешкој где је обишао планине као што су Моравске планине и Татре. По повратку у земљу 1934. запослио се у Београду. 1936. био је први пут на Тари у коју се одмах заљубио и често је посећивао.
Одмах по ослобођењу се укључио у планинарске активности, био члан управе а и председник Планинарског друштва „Славија“. 
На Тари је 1954. оспособио клисуру реке Раче за пролаз и обележио поједине стазе на подручју Калуђерских бара. 1964 поставља кружни планинарски пут Планинарски дом на Калуђерским барама – Збориште – Митровац на Тари – Манастир Рача кроз кањон реке Раче до планинарског дома. Поставио је и меморијални пут од Кадињаче до планинарког дома „Јавор“ на Калуђерским барама, који у знак признања добија назив „Кунов пут“. Написао је „Водич по планини Тари“ али и многе друге планинарске књиге и брошуре. 
Имао је звање Планинар трансверзалац и дуго био најстарији планинар у тој категорији. Обилазећи планине освојио је висине које у свом збиру представљају 100 успона на Монт Еверест. Обишао је скоро све планине у Југославији. У поодмаклим годинама искључиво се бавио Таром где је маркирао преко 100 километара планинарских стаза.
Био је доктор биолошких наука а једно време је био на функцији директора Галенике у Београду.
Умро је 1992. у Београду.